# Matucana ritteri
Matucana ritteri es una especie de planta del género Matucana, familia Cactaceae, orden Caryophyllales.
Es una planta endémica del Perú. Fue descrita científicamente por Buining.